# Александр Поветкин — Диллиан Уайт (2021)
Александр Поветкин — Диллиан Уайт II, также известен как «Битва на скале» (англ. Rumble On The Rock) — двенадцатираундовый боксёрский поединок в тяжёлой весовой категории за титул временного чемпиона мира по версии WBC, который на момент поединка принадлежал Александру Поветкину, а до того пренадлежал Уайту. Поединок состоялся 27 марта 2021 года на стадионе Europa Sports Park в Гибралтаре (заморская территория Великобритании).

## Андеркарт
| Боксёр | Итог боя | Боксёр | Примечания |
| ------ | -------- | ------ | ---------- |
|        |          |        |            |
|        |          |        |            |
|        |          |        |            |
|        |          |        |            |
|        |          |        |            |
|        |          |        |            |
|        |          |        |            |

 Комментарий: Андеркарт — предварительные боксёрские бои перед основным поединком вечера.
В таблице перечислены результаты всех поединков боксёров.
В каждой строке указан результат поединка. Дополнительно номер поединка обозначен цветом, который обозначает итог поединка. Расшифровка обозначений и цветов представлена в нижеследующей таблице.
| Пример | Расшифровка                     |
| ------ | ------------------------------- |
|        | Победа                          |
|        | Ничья                           |
|        | Поражение                       |
|        | Планируемый поединок            |
|        | Поединок признан несостоявшимся |
| КО     | Нокаут                          |
| ТКО    | Технический нокаут              |
| PTS    | Решение судей (по очкам)        |
| UD     | Единогласное решение судей      |
| MD     | Решение большинства судей       |
| SD     | Раздельное решение судей        |
| RTD    | Отказ от продолжения боя        |
| DQ     | Дисквалификация                 |
| NC     | Поединок признан несостоявшимся |